# 王八蛋
王八蛋，或王八崽子、王八羔子、王八犊子，是漢語北方話中一個非常普遍的、富有侵略性的罵人俗語，字面意義為「王八的後代」。“王八”最早指的是一位名為王建的無賴，因他在家中排行第八，故人稱「賊王八」、「王八賊」。「王八」同時也是古代北方人對烏龜的俗稱，後來延伸意指妻子出軌的丈夫，或妓女院中的男僕。
明清又將「王八」諧音成忘八，解釋為忘了八德「孝悌忠信禮義廉恥」，或稱「忘了第八德『恥』」，即「無恥」。民國之後，網路上流言再將之自行衍伸為「王八蛋」來自「忘八端」諧音。實際上兩種說法都無源可考，在古語發音中也並不相似。清代的翟灝在《通俗編》即注解「忘八」說法為訛傳。
「王八蛋」一詞在英語中具有近似意思的詞彙有「bastard」（孽種、雜種）；或「son of a bitch」（母狗的兒子；相當於中文「狗娘養的」），衍伸為畜生；此詞於廣東話相對的詞彙為「仆街仔」。